# Horní Poříčí

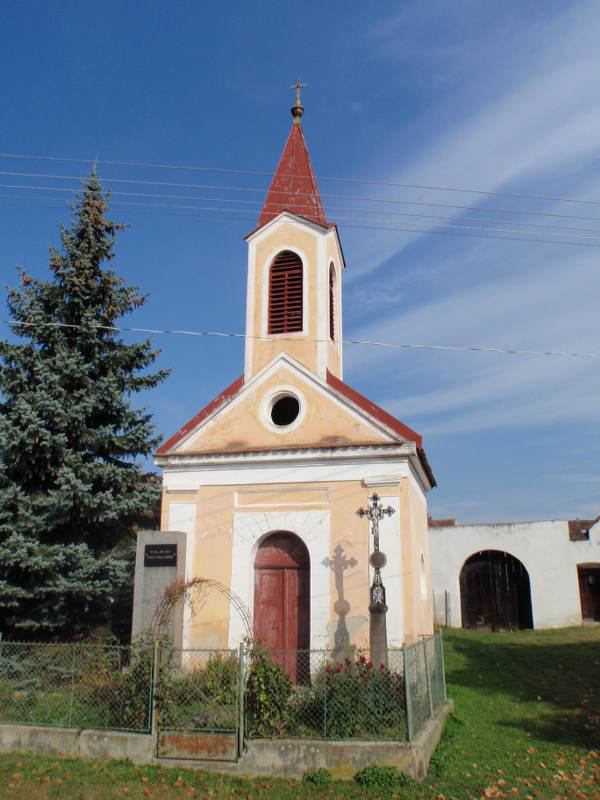
Kapelle in Horní Poříčí

Horní Poříčí (deutsch Ober Porschitsch) ist eine Gemeinde in Tschechien. Sie liegt zehn Kilometer nordwestlich von Strakonice in Südböhmen und gehört zum Okres Strakonice.

## Geographie

### Geographische Lage
Horní Poříčí befindet sich am linken Ufer der Otava im Vorland des Böhmerwaldes. Unterhalb des Dorfes mündet der Březový potok in die Otava. Im Norden erhebt sich der Na Staňkově vršku (441 m), nordöstlich der Háj (535 m) und Černý vrch (495 m), im Osten die Kněží hora (493 m) sowie westlich die Mezí vršky (481 m). Nördlich des Dorfes führt die Straße I/22 zwischen Horažďovice und Strakonice vorbei. Östlich verläuft die Bahnstrecke České Budějovice–Plzeň, dort liegt auch die Bahnstation Dolní Poříčí.

### Gemeindegliederung
Die Gemeinde Horní Poříčí besteht aus den Ortsteilen Dolní Poříčí (Unter Porschitsch) und Horní Poříčí (Ober Porschitsch).
Zu Horní Poříčí gehören die Ansiedlungen Pohodnice, Za Řekou und Zálesky.

### Nachbargemeinden
Nachbarorte sind Zadní Hoštice, Střelskohoštická Lhota und Sedlo im Norden, Mnichov im Nordosten, Krty-Hradec und Dolní Poříčí im Osten, Za Řekou und Katovice im Südosten, Novosedly, Štěchovice und Ovčín im Süden, Kladruby, Zálesky, Kalenice, und Svatá Trojice im Südwesten, Na Vidrolce, Karlovce und Veřechov im Westen sowie Boubín, Kozlov und Střelské Hoštice im Nordwesten.

## Geschichte
Bei Poříčí befand sich wahrscheinlich schon zur Zeit der keltischen Besiedlung eine Ansiedlung von Goldseifnern. Die erste schriftliche Erwähnung von Poříčí erfolgte im Jahre 1315. Später wurde die Ansiedlung in zwei Dörfer geteilt: Horní Poříčí war nach Prácheň untertänig, Dolní Poříčí gehörte zu Střelské Hoštice. Nachdem Bavor III. von Strakonitz die Burg Prácheň (Prachin) erworben hatte, vereinte er deren Güter mit denen der Burg Strakonice. Der kinderlose Wilhelm Bavor von Strakonitz überschrieb 1336 testamentarisch die Herrschaft Strakonitz dem Souveränen Malteserorden. Haupterwerbsquelle beider Dörfer bildete die Landwirtschaft, daneben spielte auch die Fischerei und Perlenfischerei eine große Rolle. Im Spätherbst zogen die Lachse durch den Fluss zu Laichplätzen an der Vydra hinauf. Im Jahre 1840 bestand das an der Klattauer Straße gelegene Dorf Ober Pořitsch bzw. Vorder Pořitsch aus 39 Häusern mit 256 Einwohnern. Zum Ort gehörte eine Rustikalmühle mit Brettsäge. Pfarrort war Hoschtitz. Bis zur Mitte des 19. Jahrhunderts blieb das Dorf immer nach Strakonitz untertänig.
Nach der Aufhebung der Patrimonialherrschaften bildete Horní Pořič/Ober-Pořič ab 1850 eine Gemeinde in der Bezirkshauptmannschaft Strakonice und dem Gerichtsbezirk Horažďovice. Seit 1880 wird Horní Poříčí als amtlicher Ortsname verwendet. Wegen des Rückgangs der Flussperlmuschelbestände wurde die Perlenfischerei 1908 eingestellt. Die Brücke über die Otava wurde 1927 errichtet. Nach dem Zweiten Weltkrieg führte die zunehmende Verunreinigung der Flüsse zum Ausbleiben der Lachse. In den 1960er Jahren waren die Flussperlmuscheln gänzlich ausgestorben. Die traditionelle
Holzflößerei auf der Otava wurde in den 1960er Jahren eingestellt. Im Jahre 1949 wurde die Gemeinde dem neu geschaffenen Okres Horažďovice zugeordnet, nach dessen Aufhebung kam sie 1960 wieder zum Okres Strakonice zurück. 1964 wurde Horní Poříčí mit Dolní Poříčí zur Gemeinde Poříčí zusammengeschlossen. Am 1. Januar 1974 erfolgte die Eingemeindung nach Střelské Hoštice. Nach einem Referendum lösten sich Horní Poříčí und Dolní Poříčí am 24. November 1990 wieder von Střelské Hoštice los und bildeten eine eigene Gemeinde. Unweit des Kubešův mlýn befindet sich ein Trainingszentrum der Karlsuniversität.

## Kultur und Sehenswürdigkeiten
- Kapelle in Horní Poříčí, erbaut 1830–1832 im volkstümlichen Barockstil
- Kapelle in Dolní Poříčí, errichtet im 18. Jahrhundert
- Burgstätte Kněží hora, östlich von Dolní Poříčí
- Steinbogenbrücke Žižkův most östlich von Dolní Poříčí, sie entstand als Überführung eines Handelsweges über den Březový potok kurz vor dessen Mündung in die Otava. Seit der Regulierung des Březový potok steht die alte Brücke im trockenen Bachbett. Sie ist ein Technisches Denkmal
- ehemalige Wassermühle Šebestovský mlýn, später Kubešův mlýn bei Horní Poříčí. Sie wurde in der 2. Hälfte des 17. Jahrhunderts vom Müller Tomáš Šebesta angelegt und zuletzt von Bohuslav Kubeš betrieben. 1952 wurde sie stillgelegt und dient heute als Pension.
- ehemalige herrschaftliche Mühle (Vrchnostenský mlýn) bei Dolní Poříčí. Als erster Müller ist 1676 Matěj Kutil nachweislich. 1919 erfolgte in der Mühle die Installation einer Francisturbine, die die Dörfer Horní Poříčí und Dolní Poříčí mit Strom versorgte. 1954 wurde der Mühlbetrieb und um 1960 auch das Wasserkraftwerk stillgelegt. Heute wird darin wieder ein privates Wasserkraftwerk betrieben.